# Élections départementales de 2021 à La Réunion
Les élections départementales à La Réunion ont lieu les 20 et 27 juin 2021 afin de renouveler les membres du conseil départemental de La Réunion.

## Contexte départemental
Sur les 24 maires de La Réunion, 12 sont candidats aux élections départementales (8 comme titulaires et 4 comme suppléants).

### Assemblée départementale sortante
Avant les élections, le conseil départemental de La Réunion est présidé par Cyrille Melchior (Les Républicains).
Il comprend 50 conseillers départementaux issus des 25 cantons de La Réunion.
| Président du conseil départemental   |       |       |      |                                                     |
| Cyrille Melchior (LR)                |       |       |      |                                                     |
| Parti                                | Sigle | Sigle | Élus | Groupes                                             |
| Majorité (37 sièges)                 |       |       |      |                                                     |
| Divers droite                        |       | DVD   | 13   | Plateforme de l'Union de la droite                  |
| Les Républicains                     |       | LR    | 11   | Plateforme de l'Union de la droite                  |
| Union des démocrates et indépendants |       | UDI   | 6    | Plateforme de l'Union de la droite                  |
| Objectif Réunion                     |       | OR    | 3    | Plateforme de l'Union de la droite                  |
| Divers droite                        |       | DVD   | 3    | Tampon avenir                                       |
| Divers centre                        |       | DVC   | 1    | Tampon avenir                                       |
| Opposition (13 sièges)               |       |       |      |                                                     |
| Parti socialiste                     |       | PS    | 4    | La Gauche unie                                      |
| Pour La Réunion                      |       | PLR   | 2    | La Gauche unie                                      |
| Génération écologie                  |       | GÉ    | 1    | La Gauche unie                                      |
| Divers centre                        |       | DVC   | 1    | La Gauche unie                                      |
| Parti communiste réunionnais         |       | PCR   | 3    | Ensemble pour le développement durable et solidaire |
| Mouvement démocrate                  |       | MoDem | 2    | La Politique autrement                              |

## Système électoral
Les élections ont lieu au scrutin majoritaire binominal à deux tours. Le système est paritaire : les candidatures sont présentées sous la forme d'un binôme composé d'une femme et d'un homme avec leurs suppléants (une femme et un homme également).
Pour être élu au premier tour, un binôme doit obtenir la majorité absolue des suffrages exprimés et un nombre de suffrages au moins égal à 25 % des électeurs inscrits. Si aucun binôme n'est élu au premier tour, seuls peuvent se présenter au second tour les binômes qui ont obtenu un nombre de suffrages au moins égal à 12,5 % des électeurs inscrits, sans possibilité pour les binômes de fusionner. Est élu au second tour le binôme qui obtient le plus grand nombre de voix.

## Résultats à l'échelle du département

### Résultats par nuances
| Binômes                  | Binômes                     | Binômes                  | Premier tour | Premier tour | Premier tour | Second tour | Second tour   | Second tour | Total | +/-           |
| Binômes                  | Binômes                     | Binômes                  | Voix         | %            | Sièges       | Voix        | %             | Sièges      | Total | +/-           |
| ------------------------ | --------------------------- | ------------------------ | ------------ | ------------ | ------------ | ----------- | ------------- | ----------- | ----- | ------------- |
|                          | Divers gauche               | DVG                      | 66 461       | 30,67        | 4            | 57 922      | 24,17         | 8           | 12    | 10            |
|                          | Divers droite               | DVD                      | 31 938       | 14,74        | 0            | 48 153      | 20,10         | 8           | 8     | 4             |
|                          | Divers centre               | DVC                      | 31 075       | 14,34        | 2            | 29 759      | 12,42         | 8           | 10    | Nv.           |
|                          | Divers                      | DIV                      | 22 079       | 10,19        | 0            | 22 158      | 9,25          | 4           | 4     | 2             |
|                          | Union au centre et à droite | UCD                      | 13 140       | 6,06         | 0            | 13 909      | 5,80          | 0           | 0     | Nv.           |
|                          | Parti socialiste            | SOC                      | 12 736       | 5,88         | 0            | 18 187      | 7,59          | 6           | 6     | en stagnation |
|                          | Les Républicains            | LR                       | 10 211       | 4,71         | 0            | 12 959      | 5,41          | 4           | 4     | 6             |
|                          | Union à droite              | UD                       | 7 937        | 3,66         | 0            | 12 670      | 5,29          | 2           | 2     | 6             |
|                          | Union au centre et à gauche | UCG                      | 6 007        | 2,77         | 0            | 5 907       | 2,47          | 2           | 2     | Nv.           |
|                          | Union à gauche              | UG                       | 4 293        | 1,98         | 0            | 4 002       | 1,67          | 0           | 0     | en stagnation |
|                          | Écologistes                 | ECO                      | 4 280        | 1,98         | 0            | 8 697       | 3,63          | 0           | 0     | en stagnation |
|                          | Parti communiste français   | COM                      | 3 122        | 1,44         | 0            | 5 302       | 2,21          | 2           | 2     | 2             |
|                          | Union au centre             | UC                       | 1 433        | 0,66         | 0            |             |               |             | 0     | Nv.           |
|                          | Rassemblement national      | RN                       | 1 242        | 0,57         | 0            | 0           | en stagnation |             |       |               |
|                          | La France insoumise         | FI                       | 731          | 0,34         | 0            | 0           | Nv.           |             |       |               |
|                          |                             |                          |              |              |              |             |               |             |       |               |
| Suffrages exprimés       | Suffrages exprimés          | Suffrages exprimés       | 216 685      | 88,81        |              | 239 625     | 88,91         |             |       |               |
| Votes blancs             | Votes blancs                | Votes blancs             | 13 536       | 5,55         | 14 069       | 5,22        |               |             |       |               |
| Votes nuls               | Votes nuls                  | Votes nuls               | 13 754       | 5,64         | 15 822       | 5,87        |               |             |       |               |
| Total                    | Total                       | Total                    | 243 975      | 100          | 6            | 269 516     | 100           | 44          | 50    | en stagnation |
| Abstentions              | Abstentions                 | Abstentions              | 424 467      | 63,50        |              | 322 809     | 54,50         |             |       |               |
| Inscrits / participation | Inscrits / participation    | Inscrits / participation | 668 442      | 36,50        | 592 325      | 45,50       |               |             |       |               |

### Élus par canton
| Canton         | Conseillers sortants       | Parti | Parti | Conseillers élus           | Parti | Parti  |
| -------------- | -------------------------- | ----- | ----- | -------------------------- | ----- | ------ |
| L'Étang-Salé   | Annie Hoarau               |       | DVD   | Éric Ferrère               |       | DVC    |
| L'Étang-Salé   | Jean-Claude Lacouture      |       | LR    | Louise Simbaye             |       | DVC    |
| Le Port        | Maryse Dache               |       | PLR   | Isabelle Erudel            |       | PCR    |
| Le Port        | Sergio Erapa               |       | PLR   | Jean-Yves Langenier        |       | PCR    |
| La Possession  | Anne-Flore Deveaux         |       | OR    | Gilles Hubert              |       | CREA   |
| La Possession  | Philippe Robert            |       | PCR   | Fabiola Lagourde           |       | CREA   |
| Saint-André-1  | Michèle Caniguy            |       | PCR   | Julie Aroubani             |       | PCR    |
| Saint-André-1  | René Sotaca                |       | PCR   | René Sotaca                |       | PCR    |
| Saint-André-2  | Viviane Payet-Ben Hamida   |       | UDI   | Viviane Payet-Ben Hamida   |       | UDI    |
| Saint-André-2  | Jean-Marie Virapoullé      |       | UDI   | Jean-Marie Virapoullé      |       | UDI    |
| Saint-André-3  | Daniel Gonthier            |       | DVD   | Jeannick Atchapa           |       | DVC    |
| Saint-André-3  | Marie-Isabelle Payet       |       | DVD   | Sidoleine Papaya           |       | DVC    |
| Saint-Benoît-1 | Daniel Parny               |       | LR    | Sophie Arzal               |       | DVD    |
| Saint-Benoît-1 | Sabrina Ramin              |       | DVD   | Augustin Cazal             |       | Banian |
| Saint-Benoît-2 | Géraldine Boulevard        |       | DVC   | Amandine Hoareau           |       | PS     |
| Saint-Benoît-2 | Philippe Le Constant       |       | PS    | Bruno Robert               |       | Banian |
| Saint-Denis-1  | Alain Armand               |       | DVD   | Gérard Françoise           |       | PS     |
| Saint-Denis-1  | Guilaine Quessoi           |       | DVD   | Monique Orphé              |       | PS     |
| Saint-Denis-2  | Nassimah Dindar            |       | UDI   | Nassimah Dindar            |       | UDI    |
| Saint-Denis-2  | Serge Hoarau               |       | DVD   | Jean-François Hoareau      |       | DVD    |
| Saint-Denis-3  | Graziella Boustoini        |       | OR    | Brigitte Adame             |       | PS     |
| Saint-Denis-3  | Jean-Jacques Morel         |       | OR    | David Belda                |       | PS     |
| Saint-Denis-4  | Yvette Duchemann           |       | GÉ    | Audrey Bélim               |       | PS     |
| Saint-Denis-4  | Gérald Maillot             |       | PS    | Virgile Kichenin           |       | PS     |
| Saint-Joseph   | Inelda Leveneur-Boussillon |       | PS    | Inelda Leveneur-Boussillon |       | PS     |
| Saint-Joseph   | Harry Mussard              |       | PS    | Harry Mussard              |       | PS     |
| Saint-Leu      | Jacqueline Silotia         |       | MoDem | Brigitte Absyte            |       | DVC    |
| Saint-Leu      | Teddy Payet                |       | MoDem | Bruno Domen                |       | DVC    |
| Saint-Louis-1  | Alix Galbois               |       | UDI   | Flora Augustine Etcheverry |       | DVD    |
| Saint-Louis-1  | Emmanuelle Sinacouty       |       | UDI   | Pascal Mangué              |       | DVD    |
| Saint-Louis-2  | Claudette Grondin          |       | LR    | Camille Clain              |       | DVD    |
| Saint-Louis-2  | Patrick Mallet             |       | UDI   | Jean-François Payet        |       | DVD    |
| Saint-Paul-1   | Marie-Gertrude Carpanin    |       | LR    | Adèle Odon                 |       | DVD    |
| Saint-Paul-1   | Cyrille Melchior           |       | LR    | Cyrille Melchior           |       | LR     |
| Saint-Paul-2   | Patrick Dorla              |       | LR    | Aurélien Centon            |       | SE     |
| Saint-Paul-2   | Sandra Sinimalé            |       | LR    | Jeanne Hoarau              |       | SE     |
| Saint-Paul-3   | Jacqueline Henry           |       | DVD   | Jean-François Nativel      |       | SE     |
| Saint-Paul-3   | Giovanny Poire             |       | DVD   | Églantine Victorine        |       | SE     |
| Saint-Pierre-1 | Thérèse Ferde              |       | LR    | Thérèse Ferde              |       | LR     |
| Saint-Pierre-1 | Hermann Rifosta            |       | LR    | Jean-Louis Pajaniaye       |       | LR     |
| Saint-Pierre-2 | Philippe Potin             |       | LR    | Philippe Potin             |       | LR     |
| Saint-Pierre-2 | Béatrice Sigismeau         |       | LR    | Béatrice Sigismeau         |       | LR     |
| Saint-Pierre-3 | Marie-Paule Balaya         |       | DVD   | Sabrina Tionohoué          |       | DVD    |
| Saint-Pierre-3 | Serge Hoareau              |       | DVD   | Serge Hoareau              |       | DVD    |
| Sainte-Marie   | Rémy Lagourgue             |       | DVD   | Rémy Lagourgue             |       | DVD    |
| Sainte-Marie   | Marie-Lyne Soubadou        |       | DVD   | Valérie Rivière            |       | DVD    |
| Le Tampon-1    | Laurence Mondon            |       | DVD   | Laurence Mondon            |       | DVD    |
| Le Tampon-1    | Énaud Rivière              |       | DVD   | Dominique Gonthier         |       | DVC    |
| Le Tampon-2    | Augustine Romano           |       | DVC   | Augustine Romano           |       | DVC    |
| Le Tampon-2    | André Thien Ah Koon        |       | DVD   | André Thien Ah Koon        |       | DVD    |

## Résultats par canton
Les binômes sont présentés par ordre décroissant des résultats au premier tour. En cas de victoire au second tour du binôme arrivé en deuxième place au premier, ses résultats sont indiqués en gras.

### Canton de L'Étang-Salé
| Candidats                | Candidats                | Partis                   | Nuance                   | Premier tour | Premier tour |
| Candidats                | Candidats                | Partis                   | Nuance                   | Voix         | %            |
| ------------------------ | ------------------------ | ------------------------ | ------------------------ | ------------ | ------------ |
|                          | Éric Ferrère             | DVC                      | DVC                      | 6 492        | 60,33        |
|                          | Louise Simbaye           | DVC                      | DVC                      | 6 492        | 60,33        |
|                          | Jean-Claude Lacouture    | LR                       | UCD                      | 4 268        | 39,67        |
|                          | Roseline Lucas           | DVD                      | UCD                      | 4 268        | 39,67        |
|                          |                          |                          |                          |              |              |
| Suffrages exprimés       | Suffrages exprimés       | Suffrages exprimés       | Suffrages exprimés       | 10 760       | 90,12        |
| Votes blancs             | Votes blancs             | Votes blancs             | Votes blancs             | 576          | 4,82         |
| Votes nuls               | Votes nuls               | Votes nuls               | Votes nuls               | 604          | 5,06         |
| Total                    | Total                    | Total                    | Total                    | 11 940       | 100          |
| Abstention               | Abstention               | Abstention               | Abstention               | 12 946       | 52,02        |
| Inscrits / participation | Inscrits / participation | Inscrits / participation | Inscrits / participation | 24 886       | 47,98        |

### Canton du Port
| Candidats                | Candidats                | Partis                   | Nuance                   | Premier tour | Premier tour | Second tour | Second tour |
| Candidats                | Candidats                | Partis                   | Nuance                   | Voix         | %            | Voix        | %           |
| ------------------------ | ------------------------ | ------------------------ | ------------------------ | ------------ | ------------ | ----------- | ----------- |
|                          | Isabelle Erudel          | PCR                      | DVG                      | 2 473        | 29,43        | 5 917       | 59,34       |
|                          | Jean-Yves Langenier      | PCR                      | DVG                      | 2 473        | 29,43        | 5 917       | 59,34       |
|                          | Armand Mouniata          | DVG                      | DVG                      | 2 255        | 26,84        | 4 055       | 40,66       |
|                          | Jasmine Béton            | DVG                      | DVG                      | 2 255        | 26,84        | 4 055       | 40,66       |
|                          | Coralie Clotagatide      | DVG                      | DVG                      | 2 071        | 24,65        |             |             |
|                          | Sergio Erapa             | PLR                      | DVG                      | 2 071        | 24,65        |             |             |
|                          | Willy Incana             | SE                       | DIV                      | 1 604        | 19,09        |             |             |
|                          | Karine Infante           | SE                       | DIV                      | 1 604        | 19,09        |             |             |
|                          |                          |                          |                          |              |              |             |             |
| Suffrages exprimés       | Suffrages exprimés       | Suffrages exprimés       | Suffrages exprimés       | 8 403        | 90,39        | 9 972       | 87,80       |
| Votes blancs             | Votes blancs             | Votes blancs             | Votes blancs             | 430          | 4,63         | 644         | 5,67        |
| Votes nuls               | Votes nuls               | Votes nuls               | Votes nuls               | 463          | 4,98         | 741         | 6,52        |
| Total                    | Total                    | Total                    | Total                    | 9 296        | 100          | 11 357      | 100         |
| Abstention               | Abstention               | Abstention               | Abstention               | 17 062       | 64,73        | 15 009      | 56,93       |
| Inscrits / participation | Inscrits / participation | Inscrits / participation | Inscrits / participation | 26 358       | 35,27        | 26 366      | 43,07       |

### Canton de La Possession
| Candidats                | Candidats                      | Partis                   | Nuance                   | Premier tour | Premier tour | Second tour | Second tour |
| Candidats                | Candidats                      | Partis                   | Nuance                   | Voix         | %            | Voix        | %           |
| ------------------------ | ------------------------------ | ------------------------ | ------------------------ | ------------ | ------------ | ----------- | ----------- |
|                          | Gilles Hubert                  | CREA                     | DVG                      | 2 258        | 34,16        | 4 959       | 56,86       |
|                          | Fabiola Lagourde               | CREA                     | DVG                      | 2 258        | 34,16        | 4 959       | 56,86       |
|                          | Philippe Robert                | PCR                      | DVG                      | 1 674        | 25,32        | 3 763       | 43,14       |
|                          | Julicia Serveaux-Lapinsonnière | DVG                      | DVG                      | 1 674        | 25,32        | 3 763       | 43,14       |
|                          | Simone Casas                   | Ansanm                   | DVG                      | 1 106        | 16,73        |             |             |
|                          | Vincent Rivière                | Ansanm                   | DVG                      | 1 106        | 16,73        |             |             |
|                          | Régis Infante                  | PLR                      | DVG                      | 903          | 13,66        |             |             |
|                          | Sylvie Thémyr                  | PLR                      | DVG                      | 903          | 13,66        |             |             |
|                          | Sonia Derand                   | DVD                      | DVD                      | 670          | 10,13        |             |             |
|                          | Roland Lambert                 | DVD                      | DVD                      | 670          | 10,13        |             |             |
|                          |                                |                          |                          |              |              |             |             |
| Suffrages exprimés       | Suffrages exprimés             | Suffrages exprimés       | Suffrages exprimés       | 6 611        | 97,31        | 8 722       | 88,94       |
| Votes blancs             | Votes blancs                   | Votes blancs             | Votes blancs             | 590          | 7,79         | 591         | 6,03        |
| Votes nuls               | Votes nuls                     | Votes nuls               | Votes nuls               | 371          | 4,90         | 494         | 5,04        |
| Total                    | Total                          | Total                    | Total                    | 7 572        | 100          | 9 807       | 100         |
| Abstention               | Abstention                     | Abstention               | Abstention               | 16 432       | 68,46        | 14 205      | 59,16       |
| Inscrits / participation | Inscrits / participation       | Inscrits / participation | Inscrits / participation | 24 004       | 31,54        | 24 012      | 40,84       |

### Canton de Saint-André-1
| Candidats                | Candidats                | Partis                   | Nuance                   | Premier tour | Premier tour | Second tour | Second tour |
| Candidats                | Candidats                | Partis                   | Nuance                   | Voix         | %            | Voix        | %           |
| ------------------------ | ------------------------ | ------------------------ | ------------------------ | ------------ | ------------ | ----------- | ----------- |
|                          | Julie Aroubani           | PCR                      | COM                      | 1 898        | 23,80        | 5 302       | 51,76       |
|                          | René Sotaca              | PCR                      | COM                      | 1 898        | 23,80        | 5 302       | 51,76       |
|                          | Johann Idame             | SE                       | DIV                      | 1 147        | 14,38        | 4 942       | 48,24       |
|                          | Josette Ogire            | SE                       | DIV                      | 1 147        | 14,38        | 4 942       | 48,24       |
|                          | Antonio Grondin          | CREA                     | DIV                      | 1 098        | 13,77        |             |             |
|                          | Carole Vohara            | CREA                     | DIV                      | 1 098        | 13,77        |             |             |
|                          | Corinne Paraveman        | DVG                      | DVG                      | 936          | 11,74        |             |             |
|                          | Victor Tevane            | DVG                      | DVG                      | 936          | 11,74        |             |             |
|                          | Johny Adekalom           | DVC                      | UC                       | 923          | 11,58        |             |             |
|                          | Nadine Damour            | DVC                      | UC                       | 923          | 11,58        |             |             |
|                          | Jacky Balmine            | UDSA                     | DVG                      | 878          | 11,01        |             |             |
|                          | Marie Larivière          | UDSA                     | DVG                      | 878          | 11,01        |             |             |
|                          | Joscia Gavrama           | DVC                      | DVC                      | 527          | 6,61         |             |             |
|                          | Max Rayepin-Moutoussamy  | DVC                      | DVC                      | 527          | 6,61         |             |             |
|                          | Jérôme Imazoute          | DVG                      | DVG                      | 294          | 3,69         |             |             |
|                          | Gina Jonzo               | DVG                      | DVG                      | 294          | 3,69         |             |             |
|                          | Marinette Atchicanon     | DVG                      | UCG                      | 273          | 3,42         |             |             |
|                          | Jovanny Govindin         | DVC                      | UCG                      | 273          | 3,42         |             |             |
|                          |                          |                          |                          |              |              |             |             |
| Suffrages exprimés       | Suffrages exprimés       | Suffrages exprimés       | Suffrages exprimés       | 7 974        | 86,82        | 10 244      | 86,49       |
| Votes blancs             | Votes blancs             | Votes blancs             | Votes blancs             | 542          | 5,90         | 609         | 5,14        |
| Votes nuls               | Votes nuls               | Votes nuls               | Votes nuls               | 669          | 7,28         | 991         | 8,37        |
| Total                    | Total                    | Total                    | Total                    | 9 185        | 100          | 11 844      | 100         |
| Abstention               | Abstention               | Abstention               | Abstention               | 16 840       | 64,71        | 14 189      | 54,50       |
| Inscrits / participation | Inscrits / participation | Inscrits / participation | Inscrits / participation | 26 025       | 35,29        | 26 033      | 45,50       |

### Canton de Saint-André-2
| Candidats                | Candidats                    | Partis                   | Nuance                   | Premier tour | Premier tour | Second tour | Second tour |
| Candidats                | Candidats                    | Partis                   | Nuance                   | Voix         | %            | Voix        | %           |
| ------------------------ | ---------------------------- | ------------------------ | ------------------------ | ------------ | ------------ | ----------- | ----------- |
|                          | Viviane Payet Ben Hamida     | UDI                      | DVD                      | 2 838        | 37,46        | 5 073       | 50,43       |
|                          | Jean-Marie Virapoullé        | UDI                      | DVD                      | 2 838        | 37,46        | 5 073       | 50,43       |
|                          | Lyne-Rose Anandin            | DLR                      | DVG                      | 1 739        | 22,95        | 4 986       | 49,57       |
|                          | Éric Fruteau                 | DLR                      | DVG                      | 1 739        | 22,95        | 4 986       | 49,57       |
|                          | Primilla Cevamy              | UDSA                     | DVG                      | 1 083        | 14,29        |             |             |
|                          | Laurent Papaya               | UDSA                     | DVG                      | 1 083        | 14,29        |             |             |
|                          | Sonia Crescence              | DVC                      | DVC                      | 778          | 10,27        |             |             |
|                          | Jean-François Ramassamy      | DVC                      | DVC                      | 778          | 10,27        |             |             |
|                          | Mickaël Boyer                | DVC                      | UC                       | 486          | 6,41         |             |             |
|                          | Sylvie Moutoucomorapoule     | DVC                      | UC                       | 486          | 6,41         |             |             |
|                          | Lauryne Jaglale              | SE                       | DIV                      | 436          | 5,75         |             |             |
|                          | Jean-Marc Soubaya Pajaniandy | SE                       | DIV                      | 436          | 5,75         |             |             |
|                          | Florelle Imouza              | DVG                      | DVG                      | 217          | 2,86         |             |             |
|                          | Fabrice Maillot              | DVG                      | DVG                      | 217          | 2,86         |             |             |
|                          |                              |                          |                          |              |              |             |             |
| Suffrages exprimés       | Suffrages exprimés           | Suffrages exprimés       | Suffrages exprimés       | 7 577        | 93,13        | 10 059      | 91,60       |
| Votes blancs             | Votes blancs                 | Votes blancs             | Votes blancs             | 238          | 2,93         | 370         | 3,37        |
| Votes nuls               | Votes nuls                   | Votes nuls               | Votes nuls               | 321          | 3,95         | 552         | 5,03        |
| Total                    | Total                        | Total                    | Total                    | 8 136        | 100          | 10 981      | 100         |
| Abstention               | Abstention                   | Abstention               | Abstention               | 18 244       | 69,16        | 15 097      | 57,89       |
| Inscrits / participation | Inscrits / participation     | Inscrits / participation | Inscrits / participation | 26 380       | 30,84        | 26 078      | 42,11       |

### Canton de Saint-André-3
| Candidats                | Candidats                | Partis                   | Nuance                   | Premier tour | Premier tour | Second tour | Second tour |
| Candidats                | Candidats                | Partis                   | Nuance                   | Voix         | %            | Voix        | %           |
| ------------------------ | ------------------------ | ------------------------ | ------------------------ | ------------ | ------------ | ----------- | ----------- |
|                          | Jeannick Atchapa         | DVC                      | DVC                      | 3 551        | 49,34        | 6 044       | 62,21       |
|                          | Sidoleine Papaya         | DVC                      | DVC                      | 3 551        | 49,34        | 6 044       | 62,21       |
|                          | Daniel Gonthier          | DVD                      | UCD                      | 2 143        | 29,78        | 3 671       | 37,79       |
|                          | Mélissa Papaya           | DVD                      | UCD                      | 2 143        | 29,78        | 3 671       | 37,79       |
|                          | Adélaïde Cerveaux        | UDSA                     | DVG                      | 813          | 11,30        |             |             |
|                          | David Vitry              | UDSA                     | DVG                      | 813          | 11,30        |             |             |
|                          | Olivier Dugain           | DVG                      | DVG                      | 482          | 6,70         |             |             |
|                          | Lise-May Turpin          | DVG                      | DVG                      | 482          | 6,70         |             |             |
|                          | Devy Caritchy            | DVC                      | UCG                      | 208          | 2,89         |             |             |
|                          | Gilbert Virassamy        | DVC                      | UCG                      | 208          | 2,89         |             |             |
|                          |                          |                          |                          |              |              |             |             |
| Suffrages exprimés       | Suffrages exprimés       | Suffrages exprimés       | Suffrages exprimés       | 7 197        | 90,60        | 9 715       | 90,10       |
| Votes blancs             | Votes blancs             | Votes blancs             | Votes blancs             | 334          | 4,20         | 449         | 4,16        |
| Votes nuls               | Votes nuls               | Votes nuls               | Votes nuls               | 413          | 5,20         | 618         | 5,73        |
| Total                    | Total                    | Total                    | Total                    | 7 944        | 100          | 10 782      | 100         |
| Abstention               | Abstention               | Abstention               | Abstention               | 15 008       | 65,39        | 12 174      | 53,03       |
| Inscrits / participation | Inscrits / participation | Inscrits / participation | Inscrits / participation | 22 952       | 34,61        | 22 956      | 46,97       |

### Canton de Saint-Benoît-1
| Candidats                | Candidats                | Partis                   | Nuance                   | Premier tour | Premier tour | Second tour | Second tour |
| Candidats                | Candidats                | Partis                   | Nuance                   | Voix         | %            | Voix        | %           |
| ------------------------ | ------------------------ | ------------------------ | ------------------------ | ------------ | ------------ | ----------- | ----------- |
|                          | Sophie Arzal             | DVD                      | DVG                      | 2 963        | 38,90        | 4 831       | 51,32       |
|                          | Augustin Cazal           | Banian                   | DVG                      | 2 963        | 38,90        | 4 831       | 51,32       |
|                          | Jean-Yves Faustin        | DVD                      | UCD                      | 2 699        | 35,44        | 4 583       | 48,68       |
|                          | Sabrina Ramin            | DVD                      | UCD                      | 2 699        | 35,44        | 4 583       | 48,68       |
|                          | Amandine Ramyaye         | LFI                      | FI                       | 731          | 9,60         |             |             |
|                          | Jean-Louis Very          | LFI                      | FI                       | 731          | 9,60         |             |             |
|                          | Dominique Atchicanon     | DVG                      | DVG                      | 554          | 7,27         |             |             |
|                          | Séverine Marie           | DVG                      | DVG                      | 554          | 7,27         |             |             |
|                          | Alexandrine Araye        | DVC                      | UCG                      | 454          | 5,96         |             |             |
|                          | Frédéric Azor            | DVC                      | UCG                      | 454          | 5,96         |             |             |
|                          | Pryscka Gence            | DVG                      | DVG                      | 215          | 2,82         |             |             |
|                          | Luders Sevamy            | DVG                      | DVG                      | 215          | 2,82         |             |             |
|                          |                          |                          |                          |              |              |             |             |
| Suffrages exprimés       | Suffrages exprimés       | Suffrages exprimés       | Suffrages exprimés       | 7 616        | 92,13        | 9 414       | 91,41       |
| Votes blancs             | Votes blancs             | Votes blancs             | Votes blancs             | 321          | 3,88         | 418         | 4,06        |
| Votes nuls               | Votes nuls               | Votes nuls               | Votes nuls               | 330          | 3,99         | 467         | 4,53        |
| Total                    | Total                    | Total                    | Total                    | 8 267        | 100          | 10 299      | 100         |
| Abstention               | Abstention               | Abstention               | Abstention               | 12 994       | 61,12        | 10 974      | 51,59       |
| Inscrits / participation | Inscrits / participation | Inscrits / participation | Inscrits / participation | 21 261       | 38,88        | 21 273      | 48,41       |

### Canton de Saint-Benoît-2
| Candidats                | Candidats                | Partis                   | Nuance                   | Premier tour | Premier tour | Second tour | Second tour |
| Candidats                | Candidats                | Partis                   | Nuance                   | Voix         | %            | Voix        | %           |
| ------------------------ | ------------------------ | ------------------------ | ------------------------ | ------------ | ------------ | ----------- | ----------- |
|                          | Géraldine Boulevard      | DVC                      | UCD                      | 4 030        | 44,23        | 5 655       | 47,27       |
|                          | Olivier Rivière          | DVD                      | UCD                      | 4 030        | 44,23        | 5 655       | 47,27       |
|                          | Amandine Hoareau         | PS                       | DVG                      | 3 731        | 40,95        | 6 308       | 52,73       |
|                          | Bruno Robert             | Banian                   | DVG                      | 3 731        | 40,95        | 6 308       | 52,73       |
|                          | Éric Parlier             | LFI                      | DVG                      | 891          | 9,78         |             |             |
|                          | Nadège Payet             | LFI                      | DVG                      | 891          | 9,78         |             |             |
|                          | Marie-Luce Brasier-Clain | RN                       | RN                       | 460          | 5,05         |             |             |
|                          | Jean-Dominique Ramassamy | RN                       | RN                       | 460          | 5,05         |             |             |
|                          |                          |                          |                          |              |              |             |             |
| Suffrages exprimés       | Suffrages exprimés       | Suffrages exprimés       | Suffrages exprimés       | 9 112        | 90,70        | 11 963      | 92,71       |
| Votes blancs             | Votes blancs             | Votes blancs             | Votes blancs             | 370          | 3,68         | 297         | 2,30        |
| Votes nuls               | Votes nuls               | Votes nuls               | Votes nuls               | 564          | 5,61         | 644         | 4,99        |
| Total                    | Total                    | Total                    | Total                    | 10 046       | 100          | 12 904      | 100         |
| Abstention               | Abstention               | Abstention               | Abstention               | 13 142       | 56,68        | 10 286      | 44,36       |
| Inscrits / participation | Inscrits / participation | Inscrits / participation | Inscrits / participation | 23 188       | 43,32        | 23 190      | 55,64       |

### Canton de Saint-Denis-1
| Candidats                | Candidats                   | Partis                   | Nuance                   | Premier tour | Premier tour | Second tour | Second tour |
| Candidats                | Candidats                   | Partis                   | Nuance                   | Voix         | %            | Voix        | %           |
| ------------------------ | --------------------------- | ------------------------ | ------------------------ | ------------ | ------------ | ----------- | ----------- |
|                          | Gérard Françoise            | PS                       | SOC                      | 4 492        | 54,56        | 6 179       | 56,62       |
|                          | Monique Orphé               | PS                       | SOC                      | 4 492        | 54,56        | 6 179       | 56,62       |
|                          | Faouzia Aboubacar-Ben Vitry | DVD                      | DVD                      | 1 637        | 19,88        | 4 735       | 43,38       |
|                          | Jean-Louis Prianon          | DVD                      | DVD                      | 1 637        | 19,88        | 4 735       | 43,38       |
|                          | Nathalie Govindama Mariaye  | SE                       | DIV                      | 760          | 9,23         |             |             |
|                          | Giovanni Virapinmodely      | SE                       | DIV                      | 760          | 9,23         |             |             |
|                          | Richard Dalleau             | CREA                     | DIV                      | 585          | 7,11         |             |             |
|                          | Sylvie Jean-Baptiste        | CREA                     | DIV                      | 585          | 7,11         |             |             |
|                          | Laurence Blin               | SE                       | DIV                      | 433          | 4,26         |             |             |
|                          | Fabrice Famaha              | SE                       | DIV                      | 433          | 4,26         |             |             |
|                          | Maximin Mouny               | SE                       | DIV                      | 326          | 3,96         |             |             |
|                          | Nagela Sleiman              | SE                       | DIV                      | 326          | 3,96         |             |             |
|                          |                             |                          |                          |              |              |             |             |
| Suffrages exprimés       | Suffrages exprimés          | Suffrages exprimés       | Suffrages exprimés       | 8 233        | 87,49        | 10 914      | 90,36       |
| Votes blancs             | Votes blancs                | Votes blancs             | Votes blancs             | 695          | 7,39         | 648         | 5,36        |
| Votes nuls               | Votes nuls                  | Votes nuls               | Votes nuls               | 482          | 5,12         | 517         | 4,28        |
| Total                    | Total                       | Total                    | Total                    | 9 410        | 100          | 12 079      | 100         |
| Abstention               | Abstention                  | Abstention               | Abstention               | 17 811       | 65,43        | 15 161      | 55,66       |
| Inscrits / participation | Inscrits / participation    | Inscrits / participation | Inscrits / participation | 27 221       | 34,57        | 27 240      | 44,34       |

### Canton de Saint-Denis-2
| Candidats                | Candidats                | Partis                   | Nuance                   | Premier tour | Premier tour | Second tour | Second tour |
| Candidats                | Candidats                | Partis                   | Nuance                   | Voix         | %            | Voix        | %           |
| ------------------------ | ------------------------ | ------------------------ | ------------------------ | ------------ | ------------ | ----------- | ----------- |
|                          | Nassimah Dindar          | UDI                      | UCG                      | 4 044        | 46,21        | 5 907       | 56,15       |
|                          | Jean-François Hoareau    | DVC                      | UCG                      | 4 044        | 46,21        | 5 907       | 56,15       |
|                          | Michel Lagourgue         | LR                       | UD                       | 1 970        | 22,51        | 4 613       | 43,85       |
|                          | Kelly Nerina             | DVD                      | UD                       | 1 970        | 22,51        | 4 613       | 43,85       |
|                          | Farid Mangrolia          | DVC                      | DVC                      | 1 022        | 11,68        |             |             |
|                          | Linda Poudroux           | DVC                      | DVC                      | 1 022        | 11,68        |             |             |
|                          | Yvette Duchemann         | SEPT                     | DVG                      | 854          | 9,76         |             |             |
|                          | Hary Grondin             | SEPT                     | DVG                      | 854          | 9,76         |             |             |
|                          | Harry Gustave            | PLR                      | DVG                      | 425          | 4,86         |             |             |
|                          | Oumi Mogne Hamza         | PLR                      | DVG                      | 425          | 4,86         |             |             |
|                          | Hugo Fayol               | CREA                     | DVD                      | 246          | 2,81         |             |             |
|                          | Roselyne Virassamy       | CREA                     | DVD                      | 246          | 2,81         |             |             |
|                          | Éric Beeharry            | DVC                      | DVC                      | 191          | 2,18         |             |             |
|                          | Marie-Frédérique Sempere | DVC                      | DVC                      | 191          | 2,18         |             |             |
|                          |                          |                          |                          |              |              |             |             |
| Suffrages exprimés       | Suffrages exprimés       | Suffrages exprimés       | Suffrages exprimés       | 8 752        | 89,64        | 10 520      | 89,24       |
| Votes blancs             | Votes blancs             | Votes blancs             | Votes blancs             | 649          | 6,65         | 819         | 6,95        |
| Votes nuls               | Votes nuls               | Votes nuls               | Votes nuls               | 362          | 3,71         | 450         | 3,82        |
| Total                    | Total                    | Total                    | Total                    | 9 763        | 100          | 11 789      | 100         |
| Abstention               | Abstention               | Abstention               | Abstention               | 15 731       | 61,70        | 13 719      | 53,78       |
| Inscrits / participation | Inscrits / participation | Inscrits / participation | Inscrits / participation | 25 494       | 38,30        | 25 508      | 46,22       |

### Canton de Saint-Denis-3
| Candidats                | Candidats                | Partis                   | Nuance                   | Premier tour | Premier tour | Second tour | Second tour |
| Candidats                | Candidats                | Partis                   | Nuance                   | Voix         | %            | Voix        | %           |
| ------------------------ | ------------------------ | ------------------------ | ------------------------ | ------------ | ------------ | ----------- | ----------- |
|                          | Brigitte Adame           | PS                       | SOC                      | 4 454        | 54,09        | 6 402       | 61,46       |
|                          | David Belda              | PS                       | SOC                      | 4 454        | 54,09        | 6 402       | 61,46       |
|                          | Jérôme Grondin           | DVD                      | DVD                      | 1 549        | 18,81        | 4 014       | 38,54       |
|                          | Linda Ringuin            | DVD                      | DVD                      | 1 549        | 18,81        | 4 014       | 38,54       |
|                          | Jean-Claude Fidji        | DVG                      | DVG                      | 920          | 11,17        |             |             |
|                          | Sabrina Latchimy         | DVG                      | DVG                      | 920          | 11,17        |             |             |
|                          | Jean-Marie Guichard      | SE                       | DIV                      | 848          | 10,30        |             |             |
|                          | Margareth Kepler         | SE                       | DIV                      | 848          | 10,30        |             |             |
|                          | Marie Calciné            | SE                       | DIV                      | 463          | 5,62         |             |             |
|                          | Jean-Pierre Serveaux     | SE                       | DIV                      | 463          | 5,62         |             |             |
|                          |                          |                          |                          |              |              |             |             |
| Suffrages exprimés       | Suffrages exprimés       | Suffrages exprimés       | Suffrages exprimés       | 8 234        | 85,32        | 10 416      | 87,65       |
| Votes blancs             | Votes blancs             | Votes blancs             | Votes blancs             | 856          | 8,87         | 826         | 6,95        |
| Votes nuls               | Votes nuls               | Votes nuls               | Votes nuls               | 561          | 5,81         | 642         | 5,40        |
| Total                    | Total                    | Total                    | Total                    | 9 651        | 100          | 11 884      | 100         |
| Abstention               | Abstention               | Abstention               | Abstention               | 18 017       | 65,12        | 15 794      | 57,06       |
| Inscrits / participation | Inscrits / participation | Inscrits / participation | Inscrits / participation | 27 668       | 34,88        | 27 678      | 42,94       |

### Canton de Saint-Denis-4
| Candidats                | Candidats                | Partis                   | Nuance                   | Premier tour | Premier tour | Second tour | Second tour |
| Candidats                | Candidats                | Partis                   | Nuance                   | Voix         | %            | Voix        | %           |
| ------------------------ | ------------------------ | ------------------------ | ------------------------ | ------------ | ------------ | ----------- | ----------- |
|                          | Audrey Bélim             | PS                       | SOC                      | 3 247        | 38,63        | 5 606       | 54,41       |
|                          | Virgile Kichenin         | PS                       | SOC                      | 3 247        | 38,63        | 5 606       | 54,41       |
|                          | Laurent Grosset          | DVG                      | DVG                      | 1 681        | 20,00        | 4 698       | 45,59       |
|                          | Vanessa Payet-Pignolet   | DVG                      | DVG                      | 1 681        | 20,00        | 4 698       | 45,59       |
|                          | Patricia Ramassamy       | GE                       | ECO                      | 1 350        | 16,06        |             |             |
|                          | Ludovic Sautron          | GE                       | ECO                      | 1 350        | 16,06        |             |             |
|                          | Tatiana Grondin          | LR                       | LR                       | 934          | 11,11        |             |             |
|                          | Dimitri Smith            | LR                       | LR                       | 934          | 11,11        |             |             |
|                          | Geneviève Niobé          | RN                       | RN                       | 510          | 6,07         |             |             |
|                          | Sonny Welmant            | RN                       | RN                       | 510          | 6,07         |             |             |
|                          | Lydia Doloir             | DVC                      | DVC                      | 387          | 4,60         |             |             |
|                          | Daniel Pouny             | DVC                      | DVC                      | 387          | 4,60         |             |             |
|                          | Marie-Josette Picard     | SE                       | DIV                      | 297          | 3,53         |             |             |
|                          | Désiré Sautron           | SE                       | DIV                      | 297          | 3,53         |             |             |
|                          |                          |                          |                          |              |              |             |             |
| Suffrages exprimés       | Suffrages exprimés       | Suffrages exprimés       | Suffrages exprimés       | 8 406        | 89,70        | 10 304      | 88,09       |
| Votes blancs             | Votes blancs             | Votes blancs             | Votes blancs             | 584          | 6,23         | 824         | 7,04        |
| Votes nuls               | Votes nuls               | Votes nuls               | Votes nuls               | 381          | 4,07         | 569         | 4,86        |
| Total                    | Total                    | Total                    | Total                    | 9 371        | 100          | 11 697      | 100         |
| Abstention               | Abstention               | Abstention               | Abstention               | 16 558       | 63,86        | 14 245      | 54,91       |
| Inscrits / participation | Inscrits / participation | Inscrits / participation | Inscrits / participation | 25 929       | 36,14        | 25 942      | 45,09       |

### Canton de Saint-Joseph
| Candidats                | Candidats                  | Partis                   | Nuance                   | Premier tour | Premier tour |
| Candidats                | Candidats                  | Partis                   | Nuance                   | Voix         | %            |
| ------------------------ | -------------------------- | ------------------------ | ------------------------ | ------------ | ------------ |
|                          | Inelda Leveneur-Baussillon | PS                       | DVG                      | 7 601        | 77,58        |
|                          | Harry Mussard              | PS                       | DVG                      | 7 601        | 77,58        |
|                          | Dominique Law-Lee          | SE                       | DIV                      | 2 196        | 22,42        |
|                          | Véronique Lepinay          | SE                       | DIV                      | 2 196        | 22,42        |
|                          |                            |                          |                          |              |              |
| Suffrages exprimés       | Suffrages exprimés         | Suffrages exprimés       | Suffrages exprimés       | 9 797        | 91,10        |
| Votes blancs             | Votes blancs               | Votes blancs             | Votes blancs             | 358          | 3,33         |
| Votes nuls               | Votes nuls                 | Votes nuls               | Votes nuls               | 599          | 5,57         |
| Total                    | Total                      | Total                    | Total                    | 10 754       | 100          |
| Abstention               | Abstention                 | Abstention               | Abstention               | 12 370       | 53,49        |
| Inscrits / participation | Inscrits / participation   | Inscrits / participation | Inscrits / participation | 23 124       | 46,51        |

### Canton de Saint-Leu
| Candidats                | Candidats                | Partis                   | Nuance                   | Premier tour | Premier tour | Second tour | Second tour |
| Candidats                | Candidats                | Partis                   | Nuance                   | Voix         | %            | Voix        | %           |
| ------------------------ | ------------------------ | ------------------------ | ------------------------ | ------------ | ------------ | ----------- | ----------- |
|                          | Brigitte Absyte          | DVC                      | DVC                      | 5 540        | 60,44        | 7 428       | 60,03       |
|                          | Bruno Domen              | DVC                      | DVC                      | 5 540        | 60,44        | 7 428       | 60,03       |
|                          | Karim Juhoor             | SE                       | DIV                      | 2 220        | 24,22        | 4 945       | 39,97       |
|                          | Dominique Payet          | SE                       | DIV                      | 2 220        | 24,22        | 4 945       | 39,97       |
|                          | Claude Etale             | PLR                      | DVG                      | 1 406        | 15,34        |             |             |
|                          | Sandrine Lambert Mareuil | PLR                      | DVG                      | 1 406        | 15,34        |             |             |
|                          |                          |                          |                          |              |              |             |             |
| Suffrages exprimés       | Suffrages exprimés       | Suffrages exprimés       | Suffrages exprimés       | 9 166        | 87,83        | 12 373      | 89,90       |
| Votes blancs             | Votes blancs             | Votes blancs             | Votes blancs             | 613          | 5,87         | 621         | 4,51        |
| Votes nuls               | Votes nuls               | Votes nuls               | Votes nuls               | 657          | 6,30         | 769         | 5,59        |
| Total                    | Total                    | Total                    | Total                    | 10 436       | 100          | 13 763      | 100         |
| Abstention               | Abstention               | Abstention               | Abstention               | 20 740       | 66,53        | 17 425      | 55,87       |
| Inscrits / participation | Inscrits / participation | Inscrits / participation | Inscrits / participation | 31 176       | 33,47        | 31 188      | 44,13       |

### Canton de Saint-Louis-1
| Candidats                | Candidats                | Partis                   | Nuance                   | Premier tour | Premier tour | Second tour | Second tour |
| Candidats                | Candidats                | Partis                   | Nuance                   | Voix         | %            | Voix        | %           |
| ------------------------ | ------------------------ | ------------------------ | ------------------------ | ------------ | ------------ | ----------- | ----------- |
|                          | Flora Augustine          | DVD                      | DVD                      | 3 095        | 44,80        | 6 041       | 59,20       |
|                          | Pascal Mangué            | DVD                      | DVD                      | 3 095        | 44,80        | 6 041       | 59,20       |
|                          | Claude Hoarau            | APR                      | DVG                      | 2 252        | 32,60        | 4 164       | 40,80       |
|                          | Marie-Sonia Imanatche    | PEUP                     | DVG                      | 2 252        | 32,60        | 4 164       | 40,80       |
|                          | Florelle Arianatchy      | DVD                      | DVD                      | 1 310        | 18,96        |             |             |
|                          | Alix Galbois             | UDI                      | DVD                      | 1 310        | 18,96        |             |             |
|                          | Marie Florence Chariter  | SE                       | DIV                      | 252          | 3,65         |             |             |
|                          | Jean-Yves Gigant         | SE                       | DIV                      | 252          | 3,65         |             |             |
|                          |                          |                          |                          |              |              |             |             |
| Suffrages exprimés       | Suffrages exprimés       | Suffrages exprimés       | Suffrages exprimés       | 6 909        | 91,57        | 10 205      | 90,69       |
| Votes blancs             | Votes blancs             | Votes blancs             | Votes blancs             | 230          | 3,05         | 297         | 2,64        |
| Votes nuls               | Votes nuls               | Votes nuls               | Votes nuls               | 406          | 5,38         | 750         | 6,67        |
| Total                    | Total                    | Total                    | Total                    | 7 545        | 100          | 11 252      | 100         |
| Abstention               | Abstention               | Abstention               | Abstention               | 17 622       | 70,02        | 13 922      | 55,30       |
| Inscrits / participation | Inscrits / participation | Inscrits / participation | Inscrits / participation | 25 167       | 29,98        | 25 174      | 44,70       |

### Canton de Saint-Louis-2
| Candidats                | Candidats                | Partis                   | Nuance                   | Premier tour | Premier tour | Second tour | Second tour |
| Candidats                | Candidats                | Partis                   | Nuance                   | Voix         | %            | Voix        | %           |
| ------------------------ | ------------------------ | ------------------------ | ------------------------ | ------------ | ------------ | ----------- | ----------- |
|                          | Camille Clain            | DVD                      | DVD                      | 3 395        | 38,02        | 6 342       | 55,40       |
|                          | Jean-François Payet      | DVD                      | DVD                      | 3 395        | 38,02        | 6 342       | 55,40       |
|                          | Yolande Techer           | DVD                      | DVD                      | 3 084        | 34,54        | 5 106       | 44,60       |
|                          | Bachil Valy              | DVD                      | DVD                      | 3 084        | 34,54        | 5 106       | 44,60       |
|                          | Patrick Dorilas          | APR                      | DVG                      | 2 451        | 27,45        |             |             |
|                          | Annie Hoarau             | APR                      | DVG                      | 2 451        | 27,45        |             |             |
|                          |                          |                          |                          |              |              |             |             |
| Suffrages exprimés       | Suffrages exprimés       | Suffrages exprimés       | Suffrages exprimés       | 8 930        | 91,84        | 11 448      | 84,51       |
| Votes blancs             | Votes blancs             | Votes blancs             | Votes blancs             | 312          | 3,21         | 1 128       | 8,33        |
| Votes nuls               | Votes nuls               | Votes nuls               | Votes nuls               | 481          | 4,95         | 970         | 7,16        |
| Total                    | Total                    | Total                    | Total                    | 9 723        | 100          | 13 546      | 100         |
| Abstention               | Abstention               | Abstention               | Abstention               | 19 370       | 66,58        | 15 549      | 53,44       |
| Inscrits / participation | Inscrits / participation | Inscrits / participation | Inscrits / participation | 29 093       | 33,42        | 29 095      | 46,56       |

### Canton de Saint-Paul-1
| Candidats                | Candidats                | Partis                   | Nuance                   | Premier tour | Premier tour | Second tour | Second tour |
| Candidats                | Candidats                | Partis                   | Nuance                   | Voix         | %            | Voix        | %           |
| ------------------------ | ------------------------ | ------------------------ | ------------------------ | ------------ | ------------ | ----------- | ----------- |
|                          | Cyrille Melchior         | LR                       | UD                       | 5 967        | 63,79        | 8 057       | 66,81       |
|                          | Adèle Odon               | DVD                      | UD                       | 5 967        | 63,79        | 8 057       | 66,81       |
|                          | Salim Nana-Ibrahim       | PS                       | UG                       | 2 588        | 27,67        | 4 002       | 33,19       |
|                          | Céline Charolais         | PLR                      | UG                       | 2 588        | 27,67        | 4 002       | 33,19       |
|                          | Johnathan Bima           | PCR                      | COM                      | 476          | 5,09         |             |             |
|                          | Cynthia Clain Gaillac    | PCR                      | COM                      | 476          | 5,09         |             |             |
|                          | Aude Cazanove            | DVD                      | DVD                      | 323          | 3,45         |             |             |
|                          | David Colombo            | DVD                      | DVD                      | 323          | 3,45         |             |             |
|                          |                          |                          |                          |              |              |             |             |
| Suffrages exprimés       | Suffrages exprimés       | Suffrages exprimés       | Suffrages exprimés       | 9 354        | 91,97        | 12 059      | 93,98       |
| Votes blancs             | Votes blancs             | Votes blancs             | Votes blancs             | 424          | 4,17         | 356         | 2,77        |
| Votes nuls               | Votes nuls               | Votes nuls               | Votes nuls               | 393          | 3,86         | 416         | 3,24        |
| Total                    | Total                    | Total                    | Total                    | 10 171       | 100          | 12 831      | 100         |
| Abstention               | Abstention               | Abstention               | Abstention               | 16 526       | 61,90        | 13 876      | 51,96       |
| Inscrits / participation | Inscrits / participation | Inscrits / participation | Inscrits / participation | 26 697       | 38,10        | 26 707      | 48,04       |

### Canton de Saint-Paul-2
| Candidats                | Candidats                  | Partis                   | Nuance                   | Premier tour | Premier tour | Second tour | Second tour |
| Candidats                | Candidats                  | Partis                   | Nuance                   | Voix         | %            | Voix        | %           |
| ------------------------ | -------------------------- | ------------------------ | ------------------------ | ------------ | ------------ | ----------- | ----------- |
|                          | Pascaline Chéreau Némazine | PLR                      | DVG                      | 3 204        | 42,70        | 4 868       | 43,82       |
|                          | Jean-Noël Jean-Baptiste    | PLR                      | DVG                      | 3 204        | 42,70        | 4 868       | 43,82       |
|                          | Aurélien Centon            | SE                       | DIV                      | 2 722        | 36,27        | 6 241       | 56,18       |
|                          | Jeanne Hoarau              | SE                       | DIV                      | 2 722        | 36,27        | 6 241       | 56,18       |
|                          | Dany Martin                | DVD                      | DVD                      | 719          | 9,58         |             |             |
|                          | René Rattinon              | DVD                      | DVD                      | 719          | 9,58         |             |             |
|                          | Ivana Gador-Althiery       | PCR                      | COM                      | 430          | 5,73         |             |             |
|                          | Emmanuel Valin             | PCR                      | COM                      | 430          | 5,73         |             |             |
|                          | Richelain Catherine        | SE                       | DIV                      | 429          | 5,72         |             |             |
|                          | Adjila Hoarau              | SE                       | DIV                      | 429          | 5,72         |             |             |
|                          |                            |                          |                          |              |              |             |             |
| Suffrages exprimés       | Suffrages exprimés         | Suffrages exprimés       | Suffrages exprimés       | 7 504        | 87,91        | 11 109      | 91,67       |
| Votes blancs             | Votes blancs               | Votes blancs             | Votes blancs             | 552          | 6,47         | 484         | 3,99        |
| Votes nuls               | Votes nuls                 | Votes nuls               | Votes nuls               | 480          | 5,62         | 525         | 4,33        |
| Total                    | Total                      | Total                    | Total                    | 8 536        | 100          | 12 118      | 100         |
| Abstention               | Abstention                 | Abstention               | Abstention               | 19 641       | 69,71        | 16 073      | 57,01       |
| Inscrits / participation | Inscrits / participation   | Inscrits / participation | Inscrits / participation | 28 177       | 30,29        | 28 191      | 42,99       |

### Canton de Saint-Paul-3
| Candidats                | Candidats                 | Partis                   | Nuance                   | Premier tour | Premier tour | Second tour | Second tour |
| Candidats                | Candidats                 | Partis                   | Nuance                   | Voix         | %            | Voix        | %           |
| ------------------------ | ------------------------- | ------------------------ | ------------------------ | ------------ | ------------ | ----------- | ----------- |
|                          | Jean-François Nativel     | SE                       | DIV                      | 1 623        | 19,28        | 6 030       | 55,44       |
|                          | Églantine Victorine       | SE                       | DIV                      | 1 623        | 19,28        | 6 030       | 55,44       |
|                          | Alexis Poinin-Coulin      | PLR                      | DVG                      | 1 536        | 18,24        | 4 846       | 44,56       |
|                          | Virginie Sallé            | PLR                      | DVG                      | 1 536        | 18,24        | 4 846       | 44,56       |
|                          | Géraldine Bima            | DVD                      | DVD                      | 1 245        | 14,79        |             |             |
|                          | Giovanny Poire            | DVD                      | DVD                      | 1 245        | 14,79        |             |             |
|                          | Guylain Moutama-Chediapin | DVG                      | DVG                      | 709          | 8,42         |             |             |
|                          | Mélissa Palama-Centon     | DVG                      | DVG                      | 709          | 8,42         |             |             |
|                          | David Sinimalé            | DVD                      | DVD                      | 499          | 5,93         |             |             |
|                          | Sonita Tiroumale          | DVD                      | DVD                      | 499          | 5,93         |             |             |
|                          | Christian Félicité        | DVG                      | DVG                      | 456          | 5,42         |             |             |
|                          | Sophie Sin                | DVG                      | DVG                      | 456          | 5,42         |             |             |
|                          | David Biclaire            | SE                       | DIV                      | 382          | 4,54         |             |             |
|                          | Sandrine Libelle          | SE                       | DIV                      | 382          | 4,54         |             |             |
|                          | Marie-Claude Moutama      | SE                       | DIV                      | 377          | 4,48         |             |             |
|                          | Alain Venaissin           | SE                       | DIV                      | 377          | 4,48         |             |             |
|                          | Windy Biclaire            | SE                       | DIV                      | 370          | 4,39         |             |             |
|                          | Thibault Gosselin         | SE                       | DIV                      | 370          | 4,39         |             |             |
|                          | Jean-Éric Camian          | SE                       | DIV                      | 333          | 3,95         |             |             |
|                          | Magalie Patouma           | SE                       | DIV                      | 333          | 3,95         |             |             |
|                          | Nicole Cadarsi            | PCR                      | COM                      | 318          | 3,78         |             |             |
|                          | Jean-Yves Refesse         | PCR                      | COM                      | 318          | 3,78         |             |             |
|                          | André Fourel              | RN                       | RN                       | 272          | 3,23         |             |             |
|                          | Michelle Lartin-Graja     | RN                       | RN                       | 272          | 3,23         |             |             |
|                          | Irène Frouin              | SE                       | DIV                      | 224          | 2,66         |             |             |
|                          | Antony Ramassamy          | SE                       | DIV                      | 224          | 2,66         |             |             |
|                          | Dorian Alexandre          | CREA                     | DIV                      | 76           | 0,90         |             |             |
|                          | Corinne Salvan-Mareux     | CREA                     | DIV                      | 76           | 0,90         |             |             |
|                          |                           |                          |                          |              |              |             |             |
| Suffrages exprimés       | Suffrages exprimés        | Suffrages exprimés       | Suffrages exprimés       | 8 420        | 86,32        | 10 876      | 86,69       |
| Votes blancs             | Votes blancs              | Votes blancs             | Votes blancs             | 723          | 7,71         | 763         | 6,08        |
| Votes nuls               | Votes nuls                | Votes nuls               | Votes nuls               | 611          | 6,26         | 907         | 7,23        |
| Total                    | Total                     | Total                    | Total                    | 9 754        | 100          | 12 546      | 100         |
| Abstention               | Abstention                | Abstention               | Abstention               | 19 445       | 66,59        | 16 663      | 57,05       |
| Inscrits / participation | Inscrits / participation  | Inscrits / participation | Inscrits / participation | 29 199       | 33,41        | 29 209      | 42,95       |

### Canton de Saint-Pierre-1
| Candidats                | Candidats                | Partis                   | Nuance                   | Premier tour | Premier tour | Second tour | Second tour |
| Candidats                | Candidats                | Partis                   | Nuance                   | Voix         | %            | Voix        | %           |
| ------------------------ | ------------------------ | ------------------------ | ------------------------ | ------------ | ------------ | ----------- | ----------- |
|                          | Thérèse Ferde            | LR                       | LR                       | 4 069        | 52,41        | 5 643       | 56,54       |
|                          | Jean-Louis Pajaniaye     | LR                       | LR                       | 4 069        | 52,41        | 5 643       | 56,54       |
|                          | Stéphane Albora          | GE                       | ECO                      | 1 542        | 19,86        | 4 337       | 43,46       |
|                          | Aude Payet               | ÉCO                      | ECO                      | 1 542        | 19,86        | 4 337       | 43,46       |
|                          | Christiane Bafinal       | P974                     | DVG                      | 1 241        | 15,98        |             |             |
|                          | Jean-Marc Dijoux         | P974                     | DVG                      | 1 241        | 15,98        |             |             |
|                          | Sharif Bemat             | DVC                      | DVC                      | 912          | 11,75        |             |             |
|                          | Jennifer Labenne         | DVC                      | DVC                      | 912          | 11,75        |             |             |
|                          |                          |                          |                          |              |              |             |             |
| Suffrages exprimés       | Suffrages exprimés       | Suffrages exprimés       | Suffrages exprimés       | 7 764        | 85,48        | 9 980       | 88,59       |
| Votes blancs             | Votes blancs             | Votes blancs             | Votes blancs             | 590          | 6,50         | 521         | 4,62        |
| Votes nuls               | Votes nuls               | Votes nuls               | Votes nuls               | 729          | 8,03         | 764         | 6,78        |
| Total                    | Total                    | Total                    | Total                    | 9 083        | 100          | 11 265      | 100         |
| Abstention               | Abstention               | Abstention               | Abstention               | 15 972       | 63,75        | 13 797      | 55,05       |
| Inscrits / participation | Inscrits / participation | Inscrits / participation | Inscrits / participation | 25 055       | 36,25        | 25 062      | 44,95       |

### Canton de Saint-Pierre-2
| Candidats                | Candidats                | Partis                   | Nuance                   | Premier tour | Premier tour | Second tour | Second tour |
| Candidats                | Candidats                | Partis                   | Nuance                   | Voix         | %            | Voix        | %           |
| ------------------------ | ------------------------ | ------------------------ | ------------------------ | ------------ | ------------ | ----------- | ----------- |
|                          | Philippe Potin           | LR                       | LR                       | 5 208        | 56,92        | 7 316       | 62,66       |
|                          | Béatrice Sigismeau       | LR                       | LR                       | 5 208        | 56,92        | 7 316       | 62,66       |
|                          | Adolphe Boyer            | GE                       | ECO                      | 1 388        | 15,17        | 4 360       | 37,34       |
|                          | Graziella Yeng-Seng      | GE                       | ECO                      | 1 388        | 15,17        | 4 360       | 37,34       |
|                          | Imrhane Moullan          | DVC                      | UCG                      | 1 028        | 11,23        |             |             |
|                          | Sylvie Voula             | DVC                      | UCG                      | 1 028        | 11,23        |             |             |
|                          | Pascaline Mara           | SE                       | DIV                      | 812          | 8,87         |             |             |
|                          | Richard Riani            | SE                       | DIV                      | 812          | 8,87         |             |             |
|                          | Mourad Amadi             | P974                     | DVG                      | 714          | 7,80         |             |             |
|                          | Thérèse Sarda-Pandion    | P974                     | DVG                      | 714          | 7,80         |             |             |
|                          |                          |                          |                          |              |              |             |             |
| Suffrages exprimés       | Suffrages exprimés       | Suffrages exprimés       | Suffrages exprimés       | 9 150        | 84,54        | 11 676      | 87,53       |
| Votes blancs             | Votes blancs             | Votes blancs             | Votes blancs             | 894          | 8,26         | 746         | 5,59        |
| Votes nuls               | Votes nuls               | Votes nuls               | Votes nuls               | 779          | 7,20         | 918         | 6,88        |
| Total                    | Total                    | Total                    | Total                    | 10 823       | 100          | 13 340      | 100         |
| Abstention               | Abstention               | Abstention               | Abstention               | 19 914       | 64,79        | 17 399      | 56,60       |
| Inscrits / participation | Inscrits / participation | Inscrits / participation | Inscrits / participation | 30 737       | 35,21        | 30 739      | 43,40       |

### Canton de Saint-Pierre-3
| Candidats                | Candidats                | Partis                   | Nuance                   | Premier tour | Premier tour |
| Candidats                | Candidats                | Partis                   | Nuance                   | Voix         | %            |
| ------------------------ | ------------------------ | ------------------------ | ------------------------ | ------------ | ------------ |
|                          | Serge Hoareau            | DVD                      | DVG                      | 7 011        | 66,10        |
|                          | Sabrina Tionohoué        | DVD                      | DVG                      | 7 011        | 66,10        |
|                          | Yvonne Bandama-Atiama    | P974                     | DVG                      | 3 596        | 33,90        |
|                          | Sylvain Hoareau          | P974                     | DVG                      | 3 596        | 33,90        |
|                          |                          |                          |                          |              |              |
| Suffrages exprimés       | Suffrages exprimés       | Suffrages exprimés       | Suffrages exprimés       | 10 607       | 89,40        |
| Votes blancs             | Votes blancs             | Votes blancs             | Votes blancs             | 486          | 4,10         |
| Votes nuls               | Votes nuls               | Votes nuls               | Votes nuls               | 772          | 6,51         |
| Total                    | Total                    | Total                    | Total                    | 11 865       | 100          |
| Abstention               | Abstention               | Abstention               | Abstention               | 16 144       | 57,64        |
| Inscrits / participation | Inscrits / participation | Inscrits / participation | Inscrits / participation | 28 009       | 42,36        |

### Canton de Sainte-Marie
| Candidats                | Candidats                | Partis                   | Nuance                   | Premier tour | Premier tour | Second tour | Second tour |
| Candidats                | Candidats                | Partis                   | Nuance                   | Voix         | %            | Voix        | %           |
| ------------------------ | ------------------------ | ------------------------ | ------------------------ | ------------ | ------------ | ----------- | ----------- |
|                          | Rémy Lagourgue           | DVD                      | DVD                      | 3 977        | 43,40        | 7 136       | 61,18       |
|                          | Valérie Rivière          | DVD                      | DVD                      | 3 977        | 43,40        | 7 136       | 61,18       |
|                          | Céline Sitouze           | PLR                      | DVG                      | 1 943        | 21,20        | 4 527       | 38,82       |
|                          | Antony Venerosy          | DVG                      | DVG                      | 1 943        | 21,20        | 4 527       | 38,82       |
|                          | James Clain              | DVD                      | DVD                      | 1 450        | 15,82        |             |             |
|                          | Marie-Line Soubadou      | DVD                      | DVD                      | 1 450        | 15,82        |             |             |
|                          | Sandra Boisedu           | DVC                      | DVC                      | 810          | 8,84         |             |             |
|                          | Grégoire Cordebœuf       | DVC                      | DVC                      | 810          | 8,84         |             |             |
|                          | Olivier Difernand        | PS                       | SOC                      | 543          | 5,93         |             |             |
|                          | Hélisiane Kichenassamy   | PS                       | SOC                      | 543          | 5,93         |             |             |
|                          | Richemont Ramaco         | SE                       | DIV                      | 232          | 2,53         |             |             |
|                          | Huguette Smith           | SE                       | DIV                      | 232          | 2,53         |             |             |
|                          | Belinda Adekalom         | PCR                      | UG                       | 208          | 2,27         |             |             |
|                          | Jules Dieudonné          | PCR                      | UG                       | 208          | 2,27         |             |             |
|                          |                          |                          |                          |              |              |             |             |
| Suffrages exprimés       | Suffrages exprimés       | Suffrages exprimés       | Suffrages exprimés       | 9 163        | 92,53        | 11 663      | 92,03       |
| Votes blancs             | Votes blancs             | Votes blancs             | Votes blancs             | 387          | 3,91         | 488         | 3,85        |
| Votes nuls               | Votes nuls               | Votes nuls               | Votes nuls               | 352          | 3,55         | 522         | 4,12        |
| Total                    | Total                    | Total                    | Total                    | 9 902        | 100          | 12 673      | 100         |
| Abstention               | Abstention               | Abstention               | Abstention               | 16 352       | 62,28        | 13 591      | 51,75       |
| Inscrits / participation | Inscrits / participation | Inscrits / participation | Inscrits / participation | 26 254       | 37,72        | 26 264      | 48,25       |

### Canton du Tampon-1
| Candidats                | Candidats                | Partis                   | Nuance                   | Premier tour | Premier tour | Second tour | Second tour |
| Candidats                | Candidats                | Partis                   | Nuance                   | Voix         | %            | Voix        | %           |
| ------------------------ | ------------------------ | ------------------------ | ------------------------ | ------------ | ------------ | ----------- | ----------- |
|                          | Dominique Gonthier       | DVC                      | DVC                      | 5 298        | 51,64        | 7 770       | 59,60       |
|                          | Laurence Mondon          | DVD                      | DVC                      | 5 298        | 51,64        | 7 770       | 59,60       |
|                          | Monique Bénard           | DVD                      | DVD                      | 3 465        | 33,77        | 5 268       | 40,40       |
|                          | Gilles Henriot           | DVD                      | DVD                      | 3 465        | 33,77        | 5 268       | 40,40       |
|                          | Samira Benhamida         | DVG                      | UG                       | 1 497        | 14,59        |             |             |
|                          | Philippe Berne           | PCR                      | UG                       | 1 497        | 14,59        |             |             |
|                          |                          |                          |                          |              |              |             |             |
| Suffrages exprimés       | Suffrages exprimés       | Suffrages exprimés       | Suffrages exprimés       | 10 260       | 81,66        | 13 038      | 83,11       |
| Votes blancs             | Votes blancs             | Votes blancs             | Votes blancs             | 1 090        | 8,68         | 1 224       | 7,80        |
| Votes nuls               | Votes nuls               | Votes nuls               | Votes nuls               | 1 214        | 9,66         | 1 426       | 9,09        |
| Total                    | Total                    | Total                    | Total                    | 12 564       | 100          | 15 688      | 100         |
| Abstention               | Abstention               | Abstention               | Abstention               | 19 619       | 60,96        | 16 514      | 51,28       |
| Inscrits / participation | Inscrits / participation | Inscrits / participation | Inscrits / participation | 32 183       | 39,04        | 32 202      | 48,72       |

### Canton du Tampon-2
| Candidats                | Candidats                | Partis                   | Nuance                   | Premier tour | Premier tour | Second tour | Second tour |
| Candidats                | Candidats                | Partis                   | Nuance                   | Voix         | %            | Voix        | %           |
| ------------------------ | ------------------------ | ------------------------ | ------------------------ | ------------ | ------------ | ----------- | ----------- |
|                          | Augustine Romano         | DVC                      | DVC                      | 5 567        | 51,61        | 8 517       | 65,74       |
|                          | André Thien Ah Koon      | DVD                      | DVC                      | 5 567        | 51,61        | 8 517       | 65,74       |
|                          | Nathalie Bassire         | DVD                      | DVD                      | 2 463        | 22,84        | 4 438       | 34,26       |
|                          | Gilles Fontaine          | DVD                      | DVD                      | 2 463        | 22,84        | 4 438       | 34,26       |
|                          | Annecie Boyer            | SE                       | DIV                      | 1 807        | 16,75        |             |             |
|                          | Mathieu Chambon          | SE                       | DIV                      | 1 807        | 16,75        |             |             |
|                          | Juliana Bazin            | DVG                      | DVG                      | 949          | 8,80         |             |             |
|                          | Jean-Jacques Vlody       | PS                       | DVG                      | 949          | 8,80         |             |             |
|                          |                          |                          |                          |              |              |             |             |
| Suffrages exprimés       | Suffrages exprimés       | Suffrages exprimés       | Suffrages exprimés       | 10 786       | 88,08        | 12 955      | 85,96       |
| Votes blancs             | Votes blancs             | Votes blancs             | Votes blancs             | 690          | 5,63         | 946         | 6,28        |
| Votes nuls               | Votes nuls               | Votes nuls               | Votes nuls               | 769          | 6,28         | 1 170       | 7,76        |
| Total                    | Total                    | Total                    | Total                    | 12 245       | 100          | 15 071      | 100         |
| Abstention               | Abstention               | Abstention               | Abstention               | 19 960       | 61,98        | 17 147      | 53,22       |
| Inscrits / participation | Inscrits / participation | Inscrits / participation | Inscrits / participation | 32 205       | 38,02        | 32 218      | 46,78       |